# 帕格拉坦卡山
10°13′46″S 76°04′07″W / 10.22944°S 76.06861°W
帕格拉坦卡山（P'aqla Tanka），是秘魯的山峰，位於該國中部瓦努科大區，由安博省的聖拉斐爾區負責管轄，屬於安地斯山脈的一部分，海拔高度4,800米。